# Głosowanie

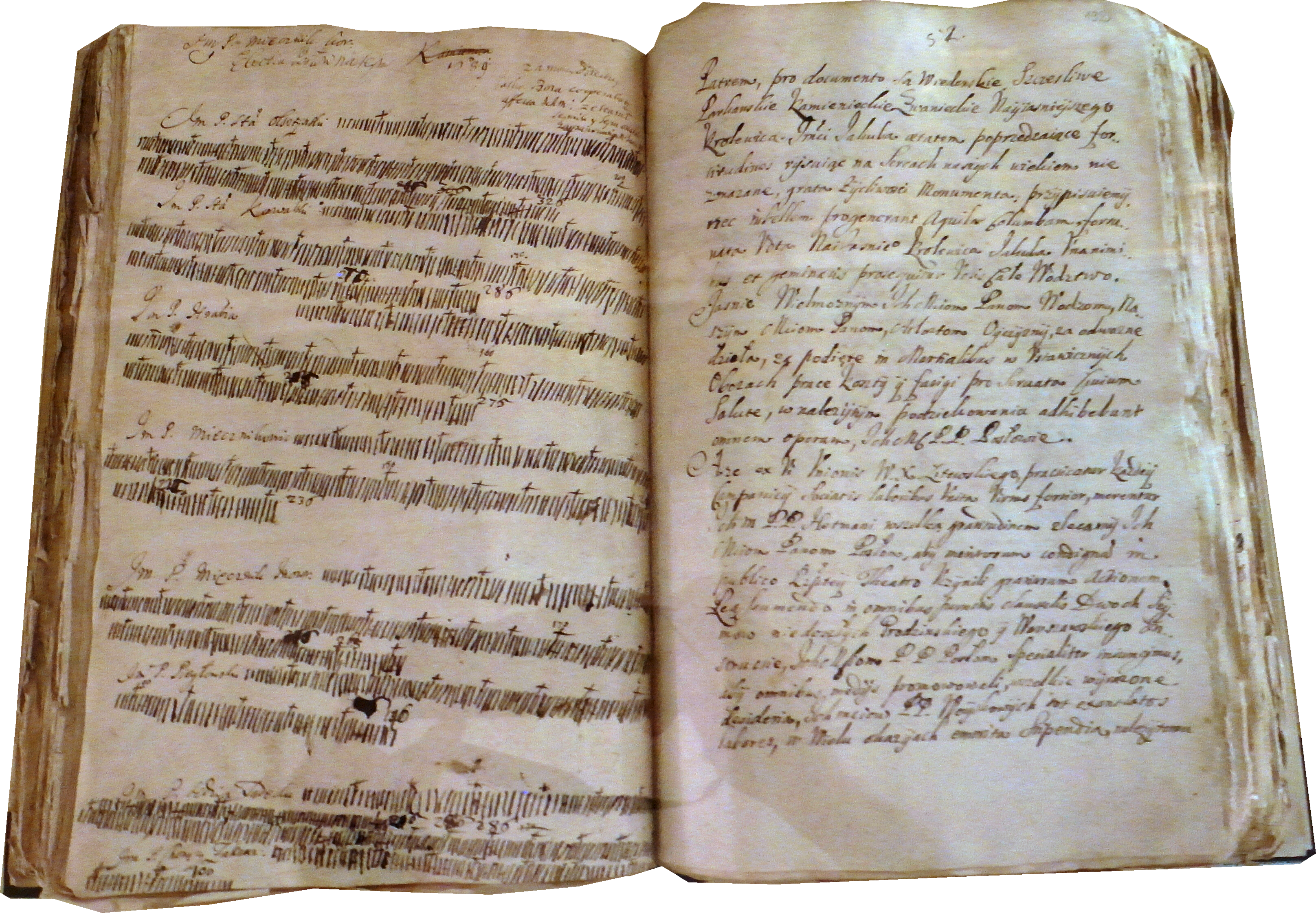
Zapis głosowania (tzw. kreskowanie) na posłów na sejmiku przedsejmowym w Proszowicach 5 grudnia 1689 roku, głosowanie miało charakter jawny, z 10 kandydatów wybrano 6

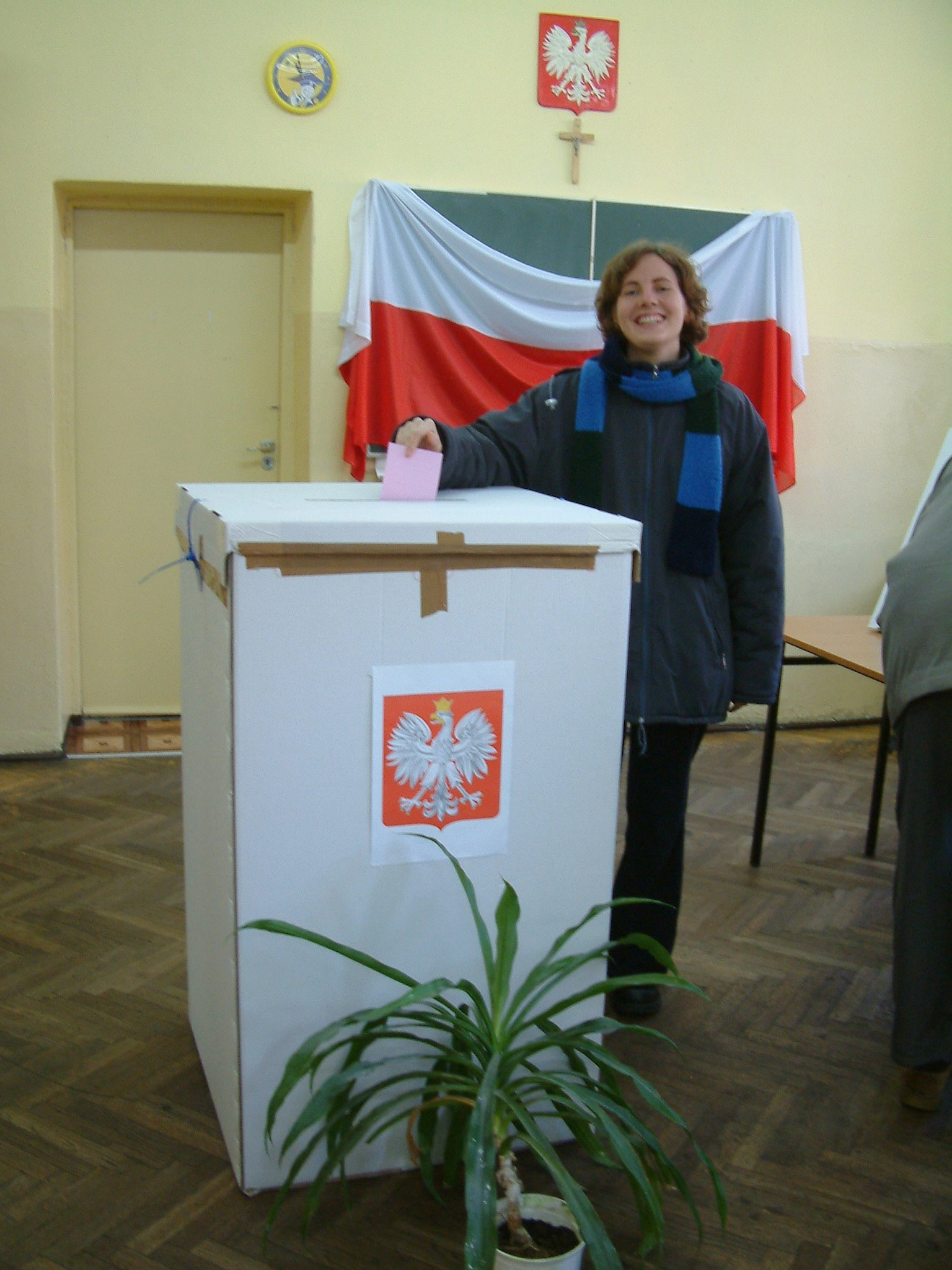
Głosowanie tajne – Druga tura wyborów samorządowych w Poznaniu w 2006.

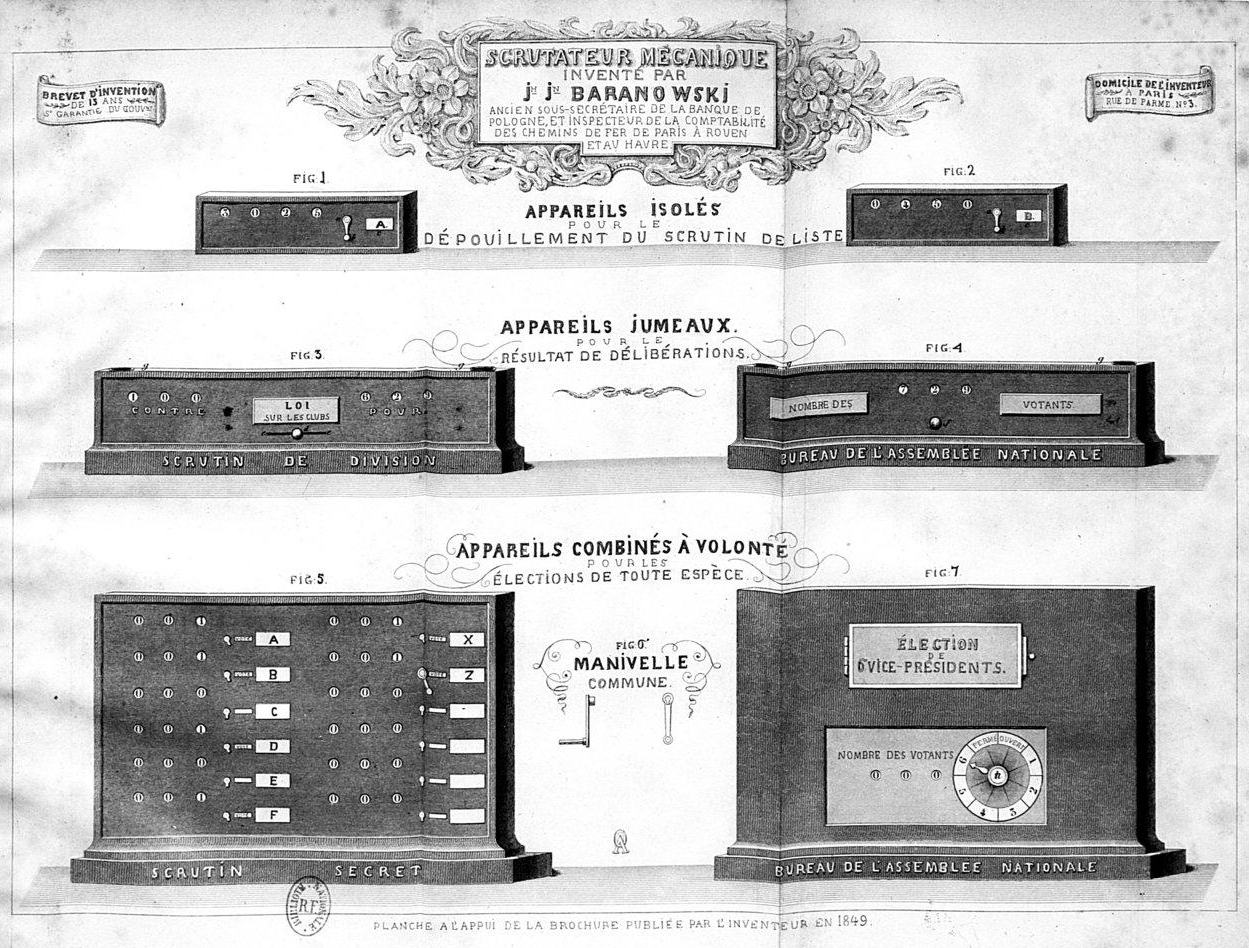
Maszyna do obliczania głosów oddanych w wyborach wynaleziona w 1849 roku przez polskiego wynalazcę Jana Józefa Baranowskiego.

Głosowanie – metoda podejmowania decyzji w zgromadzeniu ludzkim w taki sposób, że każdy z uczestników tego zgromadzenia oddaje swój głos. Głosy są następnie obliczane i stanowią podstawę decyzji.
Współcześnie przy głosowaniu przyjmuje się, że jeśli chodzi o podjęcie decyzji, to możliwe jest oddanie jednego z trzech głosów – za, przeciw lub wstrzymującego się (ani tak, ani nie). Natomiast w przypadku wyboru osoby spośród przedstawionych kandydatów, każdy z głosujących popiera przynajmniej jednego kandydata i ten z nich, który otrzymał najwięcej głosów, zostaje wybrany.
Decyzja podjęta w wyniku głosowania może wymagać większości bezwzględnej, większości zwykłej lub większości kwalifikowanej.

## Rodzaje głosowania
Głosowanie może mieć postać:
- jawną – kiedy znany jest sposób, w jaki głosuje każdy z uczestników (np. przez podniesienie ręki lub kolejne zabranie głosu na zgromadzeniu),
- tajną – kiedy to znana jest jedynie liczba głosów i wyniki, lecz nie jest możliwe ustalenie, kto głosował w jaki sposób (np. głosowanie za pomocą kart do głosowania).

Przy głosowaniu tajnym zasadnicze znaczenie ma liczenie głosów, ponieważ możliwe są wówczas różnego rodzaju manipulacje czy wręcz oszustwa (licznych przykładów dostarcza tu historia). W związku z tym liczenie głosów odbywa się zwykle w sposób komisyjny (komisja skrutacyjna), po sprawdzeniu quorum (przy pomocy komisji mandatowej), z udziałem przedstawicieli wszystkich zainteresowanych stron.
Głosowanie jest metodą prostą i szybką w niewielkich zgromadzeniach ludzkich, kiedy jednak chodzi o głosowanie mieszkańców całego kraju czy choćby całego miasta sprawa staje się dużo bardziej skomplikowana i mówimy wówczas, że przeprowadzane są:
- wybory – gdy idzie o wyłonienie osoby lub osób,
- referendum – gdy idzie o podjęcie decyzji w jakiejś sprawie.

## Historia
Maszynę do liczenia głosów wynalazł w 1849 roku we Francji polski wynalazca Jan Józef Baranowski.